# Borislaw
Borislaw ist ein slawischer männlicher Vorname. Die weibliche Form ist Borislawa.

## Herkunft und Bedeutung
Der Name setzt sich aus zwei Bestandteilen zusammen. Bori- bedeutet Kampf und -slaw bedeutet Ruhm. Somit bedeutet Borislaw „ruhmreicher Kämpfer“ oder „Kämpfer für Ruhm (Ehre)“. Der Name reiht sich in die anderen slawischen Namen ein, die auf -slaw enden: Jaroslaw, Miroslaw, Wladislaw oder Stanislaw. Einer Version zur Folge ist der männliche Name Boris eine abgekürzte Form von Borislaw.

## Personenname
- Borislaw Baldschijski (* 1990), bulgarischer Fußballspieler
- Boryslaw Brondukow (1938–2004), ukrainischer Schauspieler
- Borislaw Gidikow (* 1965), bulgarischer Gewichtheber, Olympiasieger
- Borislaw Michajlow (* 1963), bulgarischer Fußballtorwart